# Somersetita
La somersetita és un mineral de la classe dels carbonats. Rep el nom del comtat de Somerset, a Anglaterra, on es troba la seva localitat tipus.

## Característiques
La somersetita és un carbonat de fórmula química Pb₈O₂(OH)₂(CO₃)₅. Va ser aprovada com a espècie vàlida per l'Associació Mineralògica Internacional l'any 2017, sent publicada per primera vegada el 2018. Cristal·litza en el sistema hexagonal. La seva duresa a l'escala de Mohs és 3. És una espècie estretament relacionada amb la hidrocerussita inla plumbonacrita.
L'exemplar que va servir per a determinar l'espècie, el que es coneix com a material tipus, es troba conservat a les col·leccions del museu mineralògic de la Universitat Estatal de Sant Petersburg (Rússia), amb el número de catàleg: 1/19661.

## Formació i jaciments
Va ser descoberta a la pedrera Merehead, situada a Cranmore, dins el comtat de Somerset (Anglaterra). Es tracta de l'únic indret de tot el planeta on ha estat descrita aquesta espècie mineral.